# 61. nordlige breddekreds
Den 61. nordlige breddekreds (eller 61 grader nordlig bredde) er en breddekreds, der ligger 61 grader nord for ækvator. Den løber gennem Atlanterhavet, Europa, Asien og Nordamerika.